# 螺瓣乌头
螺瓣乌头（学名：Aconitum spiripetalum）为毛茛科乌头属下的一个种。

## 扩展阅读
- 維基物種上的相關：螺瓣乌头